# Franca Grisoni
Franca Grisoni (Sirmione, 20 de març de 1945) és una poetessa italiana. Escriu lírica d’amor en brescià, dialecte oriental del llombard.

## Biografia
Grisoni escriu en brescià, el dialecte llombard de la seva ciutat natal, Sirmione, on encara viu. Va debutar amb l'antologia La böba el 1986, amb la qual va guanyar el premi Bagutta en la secció de "debutants" el 1987; el mateix any va publicar El so che té se te, amb el que va guanyar el premi Empoli.
El 1988, la tercera antologia de la poetessa titulada L'oter, va ser acceptada per l'editor Giulio Einaudi per a la sèrie Collezione di poesia, amb una introducció del crític literari Franco Brevini.
El 1997 amb De chi, di qui va guanyar el premi Viareggio, i el 2005 el seu llibre L'ala va guanyar el premi nacional de poesia "Biagio Marin". El 2009 va rebre el premi Salvo Basso.
El 2008, tota la seva producció es va recollir per primera vegada al volum Poesie, que també contenia la col·lecció inèdita Fiat, amb un prefaci de l'acadèmic Pietro Gibellini.
També escriu per a revistes i per a Il Giornale di Brescia.

## Obra
- La böba, San Marco dei Giustiniani, 1986
- El so che té se te, Pananti, 1987
- L'oter, Einaudi, 1988
- Ura, Pegaso, 1993
- De chi, Scheiwiller, 1997
- La giardiniera, Centro Studi Franco Scataglini, 1998
- L'ala, Liboà, 2005
- Nel tempo di Mattioli, L'obliquo, 2007
- Passiù. Passione, L'obliquo, 2008
- Compagn, Morcelliana, 2012
- Croce d'amore. Crus d'amur.Passione in versi ispirata dai capolavori del Romanino, a cura de Giuseppe Langella, Fabio Larovere, Interlinea edizioni, 2016[7]
- Alzheimer d'amore. Poesie e meditazioni su una malattia, Interlinea edizioni, 2017[8]